# 化州话
化州话是中国广东省化州市的一种粤语次方言，分类上归入粵語吳化片，為粵西粵語的代表，使用人口140万。

## 特點
地跨吳化兩市的长岐镇爲例屬於高陽片粵語，古全清今讀内爆濁音，古全濁今讀不送氣清音，全清、次清、全濁在幫、端組（重唇音、舌頭音）三分。
市區話（河西街）無論發音部位古全濁今讀送氣清音與次濁合并，全清也不讀内爆濁音。

## 詞彙
化州话古朴典雅，词汇丰富，语法特殊，用詞跟現代標準漢語和粵語廣州話都有很大的出入，例子如下：
| 現代標準漢語 | 廣州話 | 化州话 |
| ------------ | ------ | ------ |
| 下雨         |        |        |
| 上学         |        |        |
| 看           |        |        |
| 很难受       |        |        |
| 不           |        |        |

## 与广州话的对应关系
化州话是粤语的次方言，也是与广州话最为接近的方言之一。

## 流行文化
- 粵語電視劇《外來媳婦本地郎》中的李彩嬌角色在對話中主要以操类似化州話的口音作為日常溝通語言。由于李彩娇的扮演者吴苏妹是广东省江门市恩平市人，只跟随父母到湛江生活过一段时间并在湛江上学，从没在化州生活过，只是在湛江读书时有个别同学来自化州，因此跟那些化州同学学过一点化州话，所以大家听到其在外剧中所讲的所谓化州话并不正宗，充其量只能说是某些发音与化州话相似。

## 参看
- 粤语方言#吳化粵語